# 우헤르스케흐라디슈테구

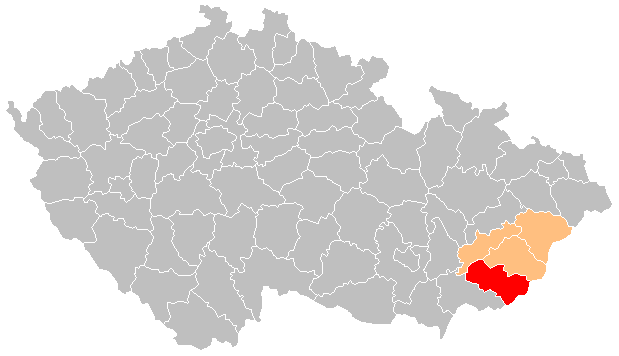
우헤르스케흐라디슈테구의 위치

우헤르스케흐라디슈테구(체코어: Okres Uherské Hradiště)는 체코 즐린주를 구성하는 4개 구 가운데 하나로 행정 중심지는 우헤르스케흐라디슈테이며 면적은 991.37km2, 인구는 142,306명(2019년 1월 1일 기준), 인구 밀도는 140명/km2이다.
즐린주 남부에 위치하며 78개 지방 자치체(10개 시, 68개 마을)를 관할한다. 즐린주 크로메르지시구, 즐린구, 남모라바주 호도닌구와 접하며 남동쪽으로는 슬로바키아와 국경을 접한다.